# Boulevard d'Avroy
De Boulevard d'Avroy is een van de belangrijkste boulevards in het centrum van de Belgische stad Luik.
De straat ligt in de wijk Avroy in het centrum van Luik. In de straat bevinden zich het Parc d'Avroy, de Abdij van Onze-Lieve-Vrouw van de Vrede en de Heilig Sacramentskerk.
In 2019 en 2020 vond de aankomst van de wielerklassieker Luik-Bastenaken-Luik er plaats.